# Bermudai függetlenségi mozgalom
A bermudai függetlenségi mozgalom egy politikai törekvés, amelynek célja a Brit tengerentúli területek közé tartozó Bermuda függetlenségének kivívása az Egyesült Királyságtól. Az apró, szubtrópusi éghajlatú szigetcsoport az Atlanti-óceán északnyugati részén fekszik és 1620 óta önálló parlamenttel rendelkezik.

Az önálló Bermuda elképzelt zászlaja

## Történet
A lakatlan szigetcsoportot Juan Bermudez fedezte fel, az első lakott település 1615-ben épült Bermudán. A sziget lett Anglia első hagyományos értelembe vett kolóniája, ennek megfelelően már 1620-ban önálló parlamentet kapott, amely így a világ legrégebb óta fönnálló törvényhozó testületei közé tartozik. A végrehajtói hatalmat egészen 1966-ig a sziget mindenkori kormányzója birtokolta, ezután vált meghatározóvá a kormány szerepe. Jelenleg a parlament egy felső és egy alsóházra tagolódik.
Bermuda számos téren nagy autonómiával rendelkezik, az önálló törvényhozáson kívül pénzpolitikája is független az Egyesült Királyságtól, pénzneme a bermudai dollár és az anyaországhoz egyedül a saját külpolitika hiánya és a védelem kérdése köti.

## 1995-ös függetlenségi népszavazás
1995-ben a bermudai nemzetgyűlés szűk többséggel elfogadta a népszavazás kiírásáról szóló törvényjavaslatot, aminek egyes elemeit kifogásolta az ekkor ellenzéki függetlenségpárti Progresszív Munkáspárt és emiatt szavazóit a referendum bojkottjára szólította föl. A kormányzó Egyesült Bermuda Párt, a mai Egy Bermuda Szövetség közvetlen elődje megosztott volt a kérdést illetően, a kormány vezetője, Sir John Swan támogatta a függetlenséget és a maradáspártiak győzelme után le is mondott posztjáról. A referendumon végül 59%-os részvételi aránnyal nagy többséggel győzött a maradáspárti kampány.
| Opciók                                   | Szavazatok | %     |
| ---------------------------------------- | ---------- | ----- |
| Függetlenség                             | 5,714      | 25.88 |
| Maradás                                  | 16,369     | 74.12 |
| Érvénytelen szavazatok                   | 153        | –     |
| Összesen                                 | 22,236     | 100   |
| Részvételi arány                         | 37,841     | 58.76 |
| Forrás: Direct Democracy (német nyelven) |            |       |

## Támogatottsága
Politikai pártok
Bermuda politikája hagyományosan kétpárti berendezkedésű, a jelenleg is kormányon lévő Progresszív Munkáspárt (PLP) és az ellenzéki Egy Bermuda Szövetség (OBA) uralja. A Progresszív Munkáspárt megalakulása óta támogatja az antikolonializmust és ezzel együtt a bermudai nemzeti függetlenséget. A kormánypárt álláspontja szerint a szigetcsoport nem szorul rá a brit támogatásokra, Bermuda gazdasága stabil önállóan is turizmusának és adóparadicsom voltának köszönhetően. A bermudai kormány jelenlegi vezetője, E. David Burt úgy nyilatkozott, hogy ahhoz, hogy elkerüljék a brit befolyás fönnmaradását és azt, hogy a több ezer kilométerre fekvő Londonból irányítsák a területet, a teljes függetlenséget kell elérni minél hamarabb. A főként feketék által alkotott szavazó-bázisú PLP-vel szemben a bermudai fehér lakosság által támogatott Egy Bermuda Szövetség alapvetően maradáspárti politikát folytat, azonban ennek ellenére számos politikusa támogatja az elszakadást.
Közvélemény-kutatások
| Dátum | Függetlenség | Maradás | Nem tudja | Minta mérete | Közvélemény-kutató intézet |
| ----- | ------------ | ------- | --------- | ------------ | -------------------------- |
| 2015  | 20,4%        | 72,7%   | 6,9%      | na.          | Profiles of Bermuda        |
| 2014  | 19,8%        | 71,9%   | 8,3%      | na.          | Profiles of Bermuda        |
| 2012  | 13,7%        | 77%     | 9,3%      | na.          | Profiles of Bermuda        |

A közvélemény-kutatások alapján kijelenthető, hogy annak ellenére, hogy a politikai elit legnagyobb része elszakadáspárti, a függetlenség támogatottsága nem növekedett jelentősen az 1995-ös népszavazás óta a lakosság körében. A szeparatizmus támogatottsága rasszonként különbözik, amíg a fekete közösség 26%-a támogatja az elszakadást, addig a fehérek alig 9%-a látná szívesen a szigeteket önálló országként.